# وضعية
الفلسفة الوضعية (بالإنجليزية: Positivism) هي إحدى فلسفات العلوم التي تستند إلى رأي يقول أنه في مجال العلوم الاجتماعية، كما في العلوم الطبيعية، فإن المعرفة الحقيقية هي المعرفة والبيانات المستمدة من التجربة الحسية، والمعالجات المنطقية والرياضية لمثل هذه البيانات والتي تعتمد على الظواهر الطبيعية الحسية وخصائصها والعلاقات بينهم والتي يمكن التحقق منها من خلال الأبحاث والأدلة التجريبية. كما تعد قسما من أقسام «نظرية المعرفة» (إبستيمولوجيا). وهي نشأت كنقيض لعلوم اللاهوت والميتافيزيقيا الذين يعتمدان المعرفة الاعتقادية غير المبرهنة.وضع الفيلسوف والعالم الاجتماعي الفرنسي الشهير أوغست كونت هذا المصطلح في القرن التاسع عشر وهو يعتقد بان العالم سيصل الی مرحلة من الفكر والثقافة التي سوف تنفي كل القضايا الدينية والفلسفية وسوف تبقى القضايا العلمية التي أثبتت بالحس والخبرة الحسية أو بالقطعية والوضعية (positive). وفي ذلك العصر سوف يُمحى الدين من ساحة المجتمعات البشرية.
تهتم هذه المدرسة بإجراء الأبحاث الكمية، وتعتمد عادة في دراساتها للظواهر الاجتماعية على تصميم استبيانات بحثية بهدف إجراء البحث على عينة كبيرة من الناس واستخراج النتائج بصورة سريعة يمكن تعميمها على قطاعات أوسع من المجتمع.
لاحقاً تعرضت هذه المدرسة الكلاسيكية لنقد كبير أدى إلى ظهور مدارس اجتماعية أخرى، مثل فلسفة ما بعد الوضعية، والفلسفة التأويلية، والظاهراتية، والحركة النقدية.

## الوضعية المنطقية
في القرن العشرين الميلادي سمی فريق من الفلاسفة الألمانية والإنجليزية حلقتهم التي كانت تعقد في فينا بـ «الوضعية المنطقية». أصحاب حلقة فينا (و قد يطلق عليها اسم مدرسة فينا الوضعية) كانوا يعتقدون بأن قضايا كل العلوم البشرية غير المنطق لا بد أن تؤيَّد بالحس والتجربة. ولكن القضايا المنطقية ـ التي تحدد طريقة تفكير البشر وتعصمه عن الخطأ في الفكر ـ هي القضايا والأصول العلمية الوحيدة التي لا يجب أن تثب بالحس والخبرة لانها تعلمنا طريقة التفكير الصحيح.
دامت نجمة الوضعية المنطقية في العقود الأولى من القرن العشرين مضيئة ومتلألئة في سماء فلسفة العلم إلا أنها أفلت بعد ظهور الجيل التالي من الفلاسفة من أمثال كوهن وويلارد فان أورمان كواين.

## نظرة عامة

### رؤية الأسلاف
تُمثل الوضعية جانبًا من خلاف قديم أكثر عمومية بين الفلسفة والشعر، وخاصة ما وضعه أفلاطون، والذي أُعيد صياغته في ما بعد في صورة خلاف بين العلوم والإنسانيات. يقدم أفلاطون نقدًا مفصلًا للشعر من وجهة نظر الفلسفة، في محاوراته: فايدروس 245 أ، والمأدبة 209 أ، والجمهورية 398 أ، والقوانين 817 ب-د، وأيون. روّج فيلهلم دلتاي (1833 - 1911) للتمييز بين مجال الإنسانيات ومجال العلوم الطبيعية.
صرح جيامباتيستا فيكو في عام 1725، بعبارات مختلفة، بفكرة أن القوانين في الفيزياء قد لا تتسم بالطلاقة ولكنها نسبية، وإذا كان الأمر كذلك، فربما يصدق هذا بشكل أكبر على العلوم الاجتماعية. شدد فيكو، على عكس الحركة الوضعية، على تفوق علوم العقل البشري (أي الإنسانيات بتعبير آخر)، استنادًا إلى أن العلوم الطبيعية لا تخبرنا بشيء عن الجوانب الباطنية للأشياء.

### الوضعيون
تشدد الوضعية على أن كل المعرفة الأصلية تسمح بعملية التحقق، وتشدد كل المعرفة الأصلية على أن المعرفة العلمية هي المعرفة الصحيحة الوحيدة. اعتقد مفكرون من أمثال هنري دو سان سيمون (1760 - 1825)، وبيير سيمون لابلاس (1749 - 1827)، وأوغست كومت (1798 - 1857)، أنه ينبغي على المنهج العلمي، أي الاعتماد المتبادل بين النظرية والملاحظة، أن يحل محل الميتافيزيقا في تاريخ الفكر. أعاد إميل دوركايم (1858 - 1917) صياغة الوضعية السوسيولوجية باعتبارها الأساس للبحث الاجتماعي.
على النقيض من ذلك، رفض فيلهلم دلتاي (1833 - 1911) بشدة الافتراض القائل إن التفسيرات المستمدة من العلم هي التفسيرات الوحيدة الصحيحة، فكرر الحجة التي كانت موجودة بالفعل لدى فيكو، والتي تقول إن التفسيرات العلمية لا تصل إلى الطبيعة الباطنية للظاهرة، والمعرفة الإنسانية هي التي تعطينا النظرة الثاقبة إلى الأفكار والمشاعر والرغبات. كان دلتاي متأثرًا في أحد الجوانب بالنزعة التاريخية لدى ليوبولد فون رانكه (1795 - 1886).

### مناهضة الوضعية
في مطلع القرن العشرين، رفضت الموجة الأولى من علماء الاجتماع الألمانيين المذهب الوضعي، بمن فيهم ماكس فيبر وجورج سيميل، وبالتالي تأسس التقليد المناهض للوضعية في علم الاجتماع. في ما بعد، ربط المناهضون للوضعية وأصحاب النظرية النقدية الوضعيةَ مع النزعة العلموية؛ أي العلم باعتباره أيديولوجيا. نأى فيرنر هايزنبرج بنفسه عن المذهب الوضعي في وقت لاحق من حياته المهنية (1969)، وهو فيزيائي نظري ألماني حائز على جائزة نوبل لعمله الرائد في ميكانيكا الكم.

### الوضعية المنطقية وما بعد الوضعية
نشأت الوضعية المنطقية في أوائل القرن العشرين في فيينا، وتطورت لتصبح واحدة من المدارس المهيمنة على الفلسفة الأنجلو أميريكية والتقليد التحليلي، وهي منحدرة من الأطروحة الأساسية لكومت لكنها حركة مستقلة. رفض الوضعيون المنطقيون (أو الوضعيون الجدد) التفكير الميتافيزيقي، وحاولوا رد العبارات والقضايا إلى المنطق البحت. جاءت الانتقادات القوية لهذا المدخل من جانب فلاسفة مثل كارل بوبر، وويلارد فان أورمان كواين، وتوماس كون، مؤثرة للغاية وأدت إلى تطوير اتجاه ما بعد الوضعية.

### الوضعية في مجالات أخرى
اتسمت الوضعية في العلوم الاجتماعية عادة بالمقاربات الكمية، واقتراح قوانين شبه مطلقة. كانت الحركة الوضعية في مجال علم النفس مؤثرة على تطور المذهب الإجرائي. صاغ كتاب فلسفة العلم سنة 1927، وعلى وجه خاص منطق الفيزياء الحديثة، مصطلح التعريف الإجرائي، الذي استمر في الهيمنة على المنهج السيكولوجي للقرن بأكمله.
يميل الباحثون التطبيقيون في مجال الاقتصاد إلى محاكاة الافتراضات المنهجية للوضعية الكلاسيكية، ولكن بطريقة واقعية فقط: لا يشغل الأغلبية من علماء الاقتصاد أنفسهم بقضايا الإبستمولوجيا. رفض المفكر الاقتصادي فريدريك هايك (انظر «القانون، والتشريع، والحرية»)، الوضعية في العلوم الاجتماعية، لأنها محدودة بشكل ميؤوس منه بالمقارنة مع المعرفة المتطورة والمتفرعة.

### الوضعية في سوسيولوجيا القرن العشرين
انتهى تأييد المداخل الوضعية المتطرفة منذ وقت طويل في العلوم الاجتماعية المعاصرة. يعترف ممارسو الوضعية اليوم بمزيد من التفصيل بتحيز المُلاحِظ والقيود البنائية. يتجنب الوضعيون المحدثون المسائل الميتافيزيقية بشكل عام لصالح المناقشات المنهجية المتعلقة بالوضوح وقابلية التكرار والموثوقية والصلاحية. تتساوى تلك الوضعية عمومًا مع «البحث الكمي»، وبالتالي لا تحمل التزامات نظرية أو ميتافيزيقية صريحة. يُنسب إضفاء الصفة المؤسسية على هذا النوع من السوسيولوجيا في الغالب إلى بول لازارسفيلد، الذي كان رائدًا في الدراسات المسحية واسعة النطاق، وطور أساليب إحصائية لتحليلها. تُفسح هذه المقاربة المجال لما أسماه روبرت ميرتون (نظرية المدى المتوسط): أي تعميم عبارات مجردة من فروض منفصلة وقياسات تجريبية، بدلًا من البدء بفكرة مجردة عن الكُل الاجتماعي.

### الوضعية في سوسيولوجيا القرن الحادي والعشرين
ظهرت حركات جديدة أخرى مثل الواقعية النقدية للتوفيق بين الأهداف الشاملة للعلوم الاجتماعية وانتقادات ما بعد الحداثة. يوجد الآن ما لا يقل عن اثنتي عشرة إبستمولوجيا مختلفة يُشار إليها باعتبارها وضعية.

## الوضعية السوسيولوجية

### وضعية كونت
وصف أوغست كومت (1798 - 1857) الرؤية الإبستمولوجية للوضعية لأول مرة في دروس في الفلسفة الوضعية، وهي سلسلة من النصوص التي نُشرت بين عامي 1830 و1842. تلا تلك النصوص عمل آخر في عام 1844 بعنوان رؤية عامة للوضعية (نُشر باللغة الفرنسية في عام 1848 والإنجليزية في عام 1865). تناولت الأجزاء الثلاثة الأولى من الدروس بشكل أساسي العلوم الفيزيائية الموجودة بالفعل (الرياضيات، والفلك، والفيزياء، والكيمياء، وعلم الأحياء)، بينما شدد الجزآن الأخيران على الصعود الحتمي للعلوم الاجتماعية. يمكن النظر إلى كونت بوصفه أول فيلسوف للعلم بالمعنى الحديث للمصطلح، وذلك بالنظر إلى الاعتماد المتبادل بين النظرية والملاحظة في العلم، وتصنيف العلوم بتلك الطريقة. كان من الضروري بالنسبة له أن تصل العلوم الفيزيائية أولًا قبل أن تتمكن البشرية من توجيه جهودها بشكل كافٍ نحول ملكة علوم المجتمع الإنساني ذاته الأكثر تعقيدًا وتحديًا. لذلك، انطلقت رؤيته للوضعية لتحديد الأهداف التجريبية للمنهج السوسيولوجي.

## اقرأ أيضاً
- روحية شاملة
- علم الموسيقى الجديد